# Església de Sant Pau de la Guàrdia
Sant Pau és una església parroquial al poble Sant Pau de la Guàrdia (Anoia) protegida com a bé cultural d'interès local. Aquesta parròquia es construí per substituir l'antiga de Sant Pau del Castell de la Guàrdia de Montserrat i que dona nom al veïnat. Es construí en el mateix emplaçament de l'antiga capella de Sant Abundi, la qual va esser demolida. Les obres van començar el 1740 i s'acabaren el 1743.
Església de planta rectangular i capelles als costats. La façana principal s'orienta a llevant i en la banda esquerra s'alça un campanar de planta quadrada. La coberta és a dues aigües amb teula àrab i la paret de maçoneria. Una sola nau. Façana plana sense cap ornament. Església d'estructura molt simple que segueix els cànons del neoclassicisme.